# 5. pokrajinski štab Slovenske vojske
5. pokrajinski štab (kratica: 5. PŠTO/5. PŠSV) je bil pokrajinski štab, zadolžen za Ljubljansko pokrajino, sprva Teritorialne obrambe Republike Slovenije, nato pa Slovenske vojske, ki je bil aktiven med slovensko osamosvojitveno vojno.

## Zgodovina
PŠTO je bil ustanovljen konec septembra 1990 z reorganizacijo takratne TO RS in MSNZ in sicer z združitvijo Pokrajinskega štaba Ljubljana-mesto in Ljubljana-okolica.
V sklopu preoblikovanja slovenskih oboroženih sil (s sprejetjem Zakona o obrambo 20. decembra 1994) so PŠTO preimenovali v 5. pokrajinski štab Slovenske vojske (PŠSV).
Leta 1998 je bila izvedena nova strukturna reorganizacija Slovenske vojske, s katero je bil ukinjen pokrajinski štab.

## Organizacija
Junij 1991
- 51. območni štab Teritorialne obrambe Republike Slovenije (Ljubljana)
- 53. območni štab Teritorialne obrambe Republike Slovenije (Logatec)
- 55. območni štab Teritorialne obrambe Republike Slovenije (Domžale)
- 57. območni štab Teritorialne obrambe Republike Slovenije (Grosuplje)

## Poveljstvo
Junij 1991
- poveljnik PŠTO: podpolkovnik Miha Butara (? - 30. junij 1991), major Janez Lesjak (30. junij 1991 - ?)
- načelnik štaba PŠTO: stotnik 1. razreda Vojko Pavlin
- načelnik operativno učnega odseka: stotnik 1. razreda Stane Sevljak
- načelnik obveščevalnega odseka: stotnik 1. razreda Miro Špetič
- načelnik odseka za organizacijsko mobilizacijske in personalne zadeve: major Albin Lenaršič
- pomočnik za domovinsko vzgojo: poročnik Bogomir Povše
- pomočnik za zaledje: stotnik 1. razreda Miran Barborič